# Família Penny

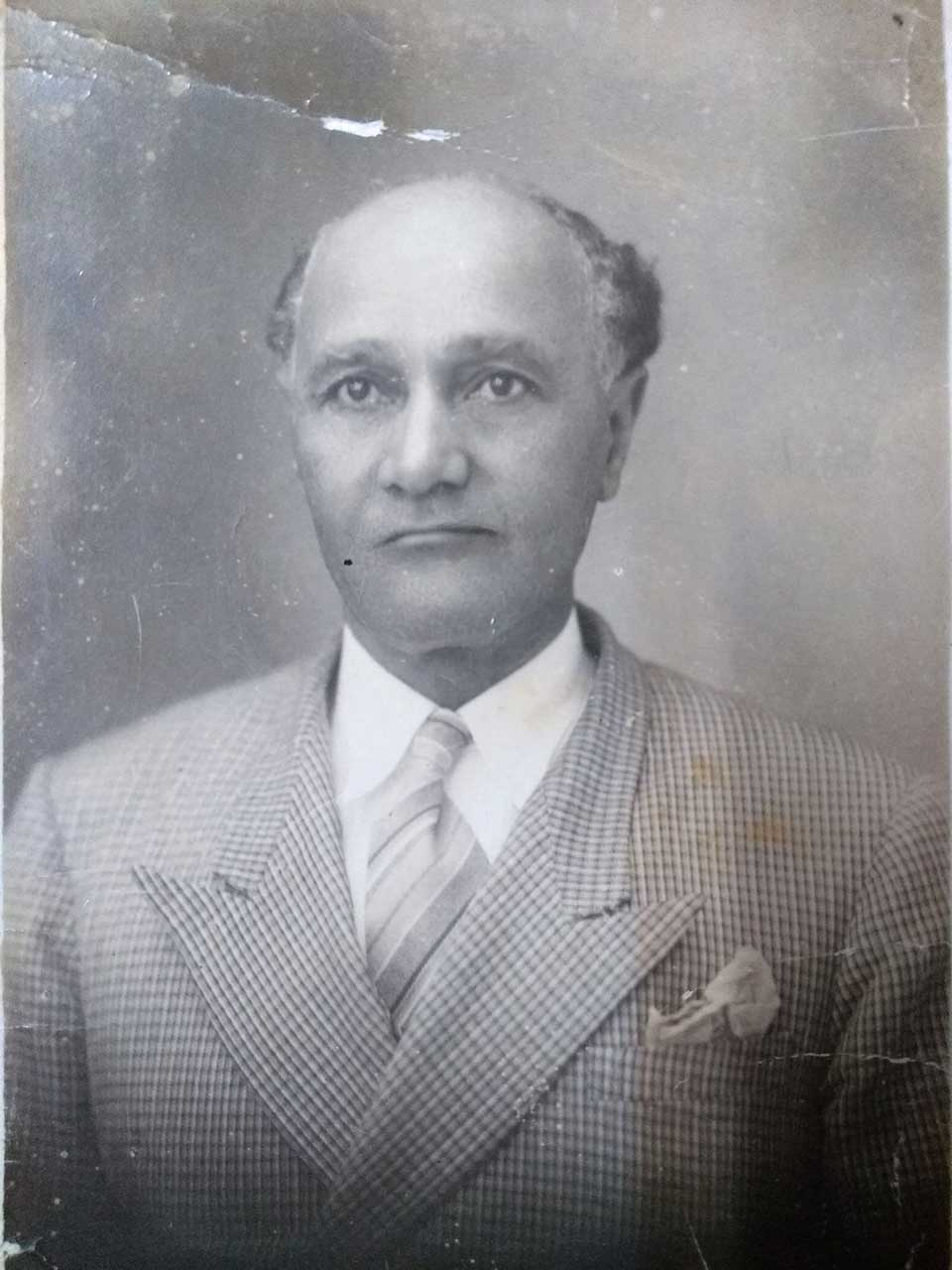
Durval Morena Penny

A Família Penny é uma família oriunda de Pelotas, no Rio Grande do Sul, cuja trajetória marcou a história da comunidade negra na região. Durante a maior parte do século XX, seus membros mantiveram uma atuação significativa na promoção dos direitos da população negra, envolvendo-se em atividades culturais, sociais e políticas. Clarinda Crespo, nascida em escravidão e libertada no ano de 1881 por meio de um prêmio da Loteria do Ipiranga, estabeleceu-se na região sul do Brasil, onde, junto ao marido José Morena Penny, fundou o Hotel e Hospedaria Penny, primeira propriedade de descendentes africanos na área. Seus descendentes, Durval e Juvenal Morena Penny, destacaram-se como líderes comunitários e ativistas negros em Pelotas, fundando o jornal A Alvorada (1907–1965), importante e mais longevo veículo da imprensa negra brasileira. José Moreno Penny, filho de Juvenal, foi ainda cofundador da Frente Negra Pelotense – uma organização voltada à educação e à promoção dos direitos dos negros –, que utilizava A Alvorada como veículo principal de divulgação e articulava-se com a Frente Negra Brasileira.

## Clarinda Crespo
Clarinda Crespo foi uma mulher negra, nascida escravizada, que viveu em Pelotas, no estado do Rio Grande do Sul, no Brasil. Em  26 de fevereiro de 1881 ela foi uma das pessoas contempladas com um prêmio da Loteria do Ipiranga, recebendo R$61.713.572 réis (sessenta e um milhões, setecentos e treze mil, quinhentos e setenta e dois réis), aos quinze anos.
Com o valor recebido, Clarinda adquiriu sua alforria, apesar de que, inicialmente, não tenha administrado diretamente seus recursos financeiros, permanecendo eles sob tutela de Dr. Campello. Pesquisas apontam que Clarinda não comprou imóveis ou cartas de alforria para outros escravizados. Mesmo assim, seu patrimônio sofreu uma redução de um sexto em um ano.
Em dezembro de 1881 Clarinda se casou com José Morena Penny, que utilizou parte do prêmio e abriu o Hotel e Hospedaria Penny. Este, é considerado a primeira propriedade de descendentes de africanos no sul do Brasil. O registro da aquisição do imóvel consta na edição de 09 de março de 1882 do jornal Correio Mercantil. 
O negócio, no entanto,  foi vendido três anos depois, estando o casal em dificuldades financeiras. Diante disso, José comete suicídio, deixando Clarinda viúva aos vinte e um anos e com três filhos: Durval Penny, Juvenal Penny e Nina Penny.

## José Penny
José Penny foi filho de Thereza Maria da Conceição, mulher negra escravizada que obteve alforria em 1871, ano em que José teria entre 10 e 15 anos. Há poucas informações disponíveis sobre ele, e a origem do sobrenome "Penny" permanece incerta.
De acordo com Jorge Penny, trineto de José, um teste de DNA indicou ascendência irlandesa na família, o que sustentaria a hipótese de que o sobrenome tenha pronúncia e origem inglesa. Documentos assinados por José registram a grafia "Pinny", o que sugere a prática comum da época de adaptar a escrita do sobrenome à forma como se acreditava ser sua pronúncia original, neste caso em inglês.
José Penny exerceu a função de depositário da Sociedade Lotérica Santa Cruz, conforme consta na edição de 5 de junho de 1881 do Jornal do Comércio, publicado no Rio Grande do Sul.

### A questão das loterias
A partir dos anos 1870 houve uma verdadeira “febre de loterias” no Brasil. Mas o fenômeno não era novo, tendo sido introduzido no país no século XVIII. O responsável por tal acontecimento foi o Governador da Capitania de Minas Gerais, Luiz da Costa Mendes que, ainda na Colônia, queria utilizar os recursos arrecadados a fim de realizar uma construção: a Casa da Câmara de Vila Rica.
Pode-se observar em jornais da época que na cidade de Pelotas eram vendidos bilhetes de Porto Alegre, São Paulo, Argentina e Uruguai. Para se ter uma noção, a moeda uruguaia chegou a ficar desvalorizada por conta disso, fazendo com que os prêmios do país fossem pagos em barras de ouro. Uma das fontes para estudar a questão são, exatamente, os jornais. A imprensa do Rio de Janeiro noticiava loterias de todo o país. Como exemplo é possível citar o periódico O Paiz (1884-1934). A professora e historiadora Beatriz Ana Loner enfatiza que ganhar o prêmio lotérico era, para as pessoas escravizadas, uma possibilidade de controlar o próprio corpo, ao terem condições de comprar sua alforria.

## Durval e Juvenal Morena Penny

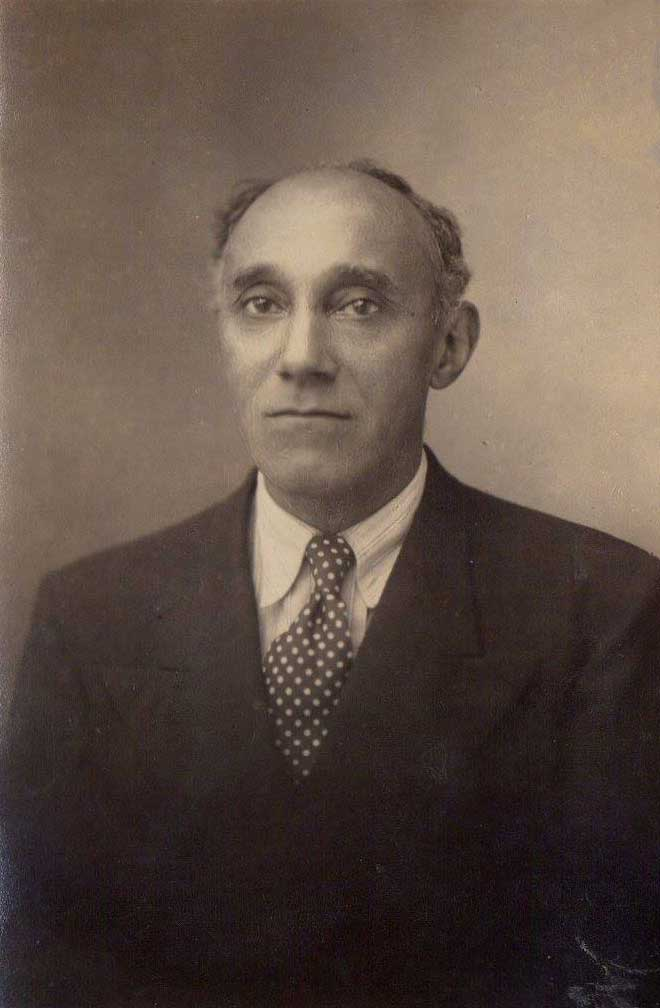
Juvenal Morena Penny

Nascidos em Pelotas, os irmãos Durval e Juvenal foram proeminentes figuras na comunidade negra pelotense do início do século XX. Ambos foram alunos particulares de Antônio Baobab, ativista e líder social negro, de quem receberam as primeiras letras, iniciando sua formação profissional como tipógrafos. Baobab muito provavelmente os auxiliou a obter cargos como gráficos nas oficinas do jornal O Arauto.
Os irmãos também frequentaram as aulas noturnas da Biblioteca Pública Pelotense, que, a partir de 1877, criou cursos de instrução primária voltado ao público jovem trabalhador, tanto aos homens negros escravos, livres e libertos, quanto aos brancos estrangeiros .
Durval Morena Penny, nascido em 19 de janeiro de 1883, participou desde sua juventude de diversas associações da comunidade negra pelotense. Em 1914, formou-se em medicina por correspondência no Instituto de Ciências do Rio de Janeiro . Manteve farmácia e consultório médico no centro da cidade de Pelotas, atendendo pacientes também no distrito de Capão do Leão, com população de colonos alemães e negros, onde possuía outra farmácia. Ganhou fama como “médico da pobreza”, por aceitar como pagamento pelas consultas a produção local de seus pacientes, como galinhas, porcos, ovos e frutas .
Durval também ocupou diversos cargos de renome, participando da diretoria do Asilo de Órfãs São Benedito, criada em 1901 para abrigar principalmente meninas negras carentes de 2 a 21 anos, e ocupando o cargo de presidente do Satélites do Progresso em 1908, associação recreativa que desenvolvia atividades teatrais. Além disso, foi presidente honorário da Frente Negra Pelotense em 1934.
Juvenal Morena Penny, nascido em 15 de janeiro de 1884, também ocupou um importante papel na comunidade negra pelotense. Foi proprietário da Fábrica de Fogos São Veríssimo, que produzia fogos de artifício e montava shows pirotécnicos na região de Pelotas. Juvenal foi responsável pela idealização do clube social negro Está Tudo Certo, localizado na Rua General Argolo, no centro de Pelotas. Fundado em 1931, o clube tinha caráter recreativo, organizando diversas atividades para a sociabilização de seus sócios, como bailes, chás dançantes e festivais. Juvenal também foi membro do conselho consultivo da Frente Negra Pelotense. 
Os irmãos Penny foram figuras centrais na fundação, em 1907, do jornal A Alvorada, idealizado por trabalhadores, em sua grande maioria negros. Juvenal e Durval se mantiveram como donos do jornal da sua criação até 1946, quando este foi vendido. Para além de proprietários, os irmãos também eram redatores e articulistas das colunas do jornal, cujo principal objetivo era a defesa de seus “irmãos de cor”, denunciando atos discriminatórios e salvaguardando os interesses dos operários pelotenses.

## José Moreno Penny

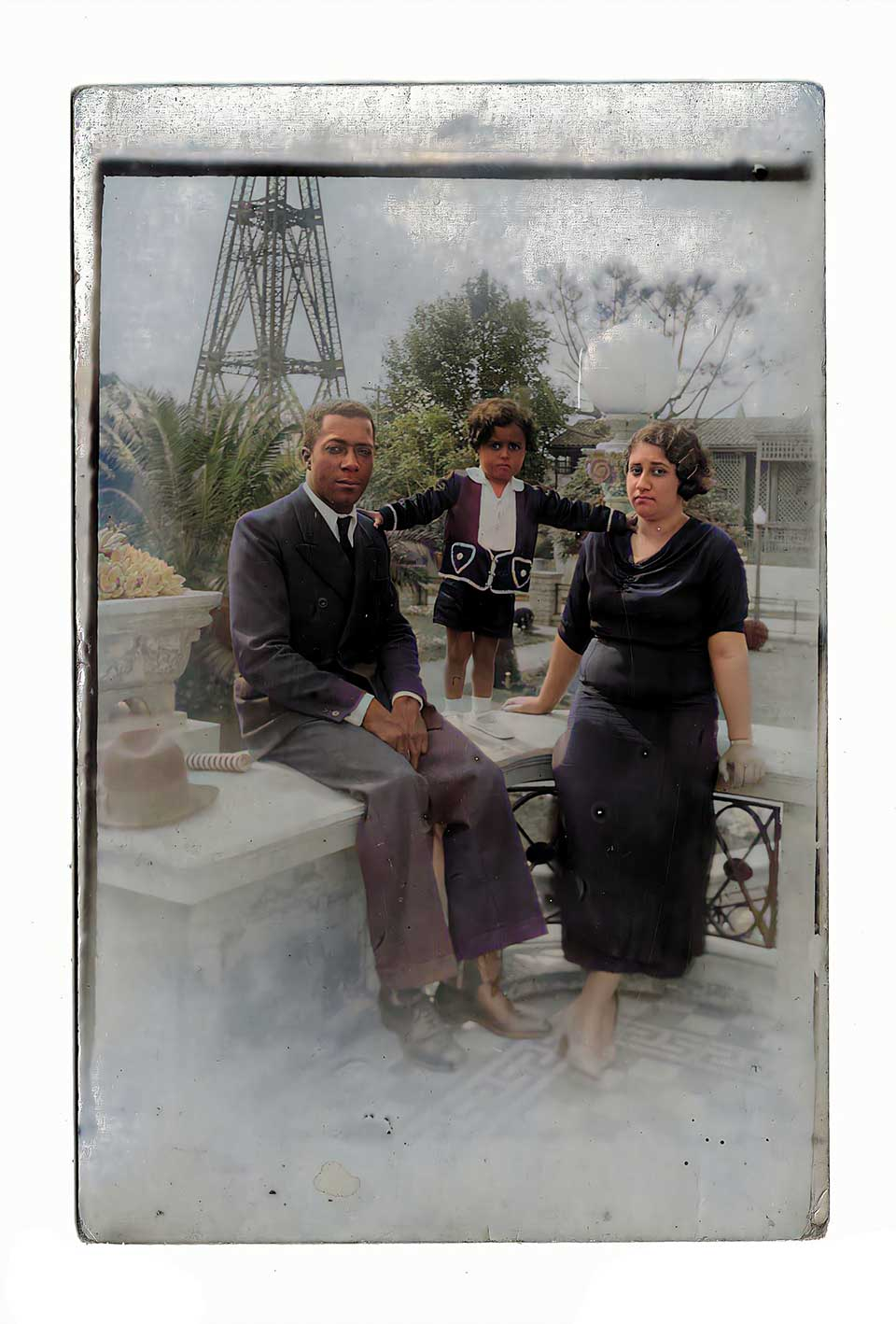
À esquerda: José Moreno Penny, filho de Juvenal Penny; ao centro: Juvenal, neto de Juvenal Penny; à direitas: Aracy, esposa de José.

José Moreno Penny, nascido em Pelotas em 24 de janeiro de 1911, era filho de Juvenal Penny, e deu continuidade ao legado da família, tornando-se também uma figura expoente na comunidade negra pelotense. Iniciou seus estudos no Ginásio Pelotense, sendo posteriormente enviado pelo pai à Porto Alegre, para estudar no Colégio Júlio de Castilhos. Deu continuidade à sua educação na Faculdade de Engenharia Agrônoma em Porto Alegre, formando-se em 1942. Enquanto estudava na capital, José também atuava como representante do jornal A Alvorada na cidade.
José foi um dos responsáveis pela fundação, em 10 de maio de 1933, da Frente Negra Pelotense (FNP), associação de reivindicação política, tendo como objetivo central a alfabetização e educação dos negros, mas também atuando na defesa de seus direitos, sobretudo na luta pelo fim de medidas preconceituosas em relação aos negros em Pelotas. 
Os ideais da FNP eram amplamente divulgados no jornal A Alvorada, que também tinha como objetivo a denúncia de ações discriminatórias e o florescimento dos negros por meio da educação. A FNP também mantinha ligação com a Frente Negra Brasileira, visando que as organizações auxiliassem na união dos negros brasileiros, em torno de objetivos comuns.

## O Alvorada
Fundado em Pelotas por Juvenal Morena Penny, Durval Moreno Penny, Antônio Baobab, Rodolfo Xavier no ano de 1907 , o jornal A Alvorada foi um dos jornais mais longevos da Imprensa Negra Brasileira, circulando até o ano de 1965. Seu escopo abrangia temática variada, mas versava principalmente sobre a igualdade racial, combatendo amplamente teses tidas como científicas que definiam os negros como inferiores e denunciando os constantes episódios de racismo na sociedade pelotense. 

### Identidade racial
Tendo iniciado sua circulação apenas 19 anos após a Abolição, o Alvorada surge para ser “a voz da Raça”, em defesa da população negra vivendo em condições socioeconômicas precárias decorrentes da discriminação racial, fruto dos quatrocentos anos passados de escravidão. Sua tiragem alcançou os 3000 exemplares semanais durante a década de 1940, ano em que a população negra da cidade de Pelotas representava 15.311 pessoas, das quais grande parte provavelmente sequer sabia ler. Através do jornal, os intelectuais negros do período buscavam intervir socialmente, estimulando a comunidade negra local a organizar-se e instruir-se, veiculando em suas páginas notícias e artigos de opinião, divulgando organizações sociais e também associações carnavalescas e assistenciais, assim como atividades e festas voltadas exclusivamente para a população negra sendo “um órgão de informação, educação e protesto da comunidade negra contra a discriminação racial que atingia os negros” e buscando criar uma representação positiva do ser negro.

### Luta operária
Entre os proprietários, editores, articulistas e colaboradores do Alvorada haviam sapateiros, chapeleiros, artistas, tipógrafos que, findos os expedientes ordinários se dedicavam a produção do jornal, logo, questões relativas às condições de trabalho (greves, legislações, salários), saúde, moradia e educação dos trabalhadores em geral eram um tema recorrente nas páginas do periódico. Em 1918, por exemplo, a questão do estabelecimento da jornada de 8 horas diárias de trabalho foi tratada em profundidade na capa do Alvorada com o intuito de convencer o público leitor da sua importância. Já na década de 30, apareceram discussões sobre as medidas adotadas pelo governo Vargas entre os sindicalistas, satisfeitos pela oficialização das demandas dos operários, e socialistas, que defendiam uma maior autonomia dos trabalhadores. A Alvorada serviu também de veículo para comunicar a formação, o dia, local e horário das reuniões, atas e decisões importantes das Ligas Operárias e Sindicatos.

### Organização e circulação
No dia 05 de maio de 1907 publicou-se o primeiro exemplar do jornal A Alvorada, impresso durante várias noites na tipografia do Arauto, por Juvenal Penny com a ajuda de Antolim Moreira. Dominical, A Alvorada poderia ser adquirida em bancas de jornal, barbearias, no Mercado Central ou por assinatura pelo valor de mil réis (1$000), atingindo os dez mil (10$000) na década de 1930. No espaço de cinquenta e oito anos, a redação ocupou diferentes endereços: Rua 3 de Fevereiro, n. 558, Rua Santa Tecla, n. 678, Rua Paysandú, n. 628, entre outros. Relativamente a seu alcance, O Alvorada circulava também por várias cidades do entorno de Pelotas, como Rio Grande, Canguçu, Bagé, Jaguarão, Alegrete e até Porto Alegre. De 1946 em diante o jornal passa a ser propriedade de Rubens Lima, auxiliado por Armando Vargas e Carlos Torres, tendo seu último exemplar sido impresso em 13 de março de 1965 .

### Principais colaboradores
Entre alguns dos colaboradores mais proeminentes que assinam artigos nas páginas do Alvorada, destacam-se Antonio Baobab, nascido escravo, comprou sua liberdade em 1880, alfabetizando-se tardiamente na Biblioteca Pública Pelotense. Foi líder operário, tendo participado da diretoria de diversas associações de trabalhadores. Em 1893, participou da redação do jornal operário Democracia Social e, segundo parece por sua trajetória, foi a principal inspiração para a fundação do Alvorada; seu irmão Rodolfo Xavier, nascido livre, foi colega dos irmãos Penny na Biblioteca Pública Pelotense. Sempre acompanhando Baobab, foi um sindicalista ativo, participando da União de Operários como seu irmão, foi candidato a deputado em 1934 pelo Partido Socialista Brasileiro. Além do Alvorada, Xavier também colaborou com outras publicações como A Liberdade, de Bagé, e O Proletário vinculado a Liga Operária, em Pelotas; Miguel Barros, jovem negro de classe média, assume a redação do Alvorada por um breve período em 1934. Conhecido pela alcunha de “O Mulato”, era o primogênito de um pequeno comerciante, artista plástico, tendo participado de exposições na Biblioteca Pública Pelotense e no Salão Inghes, obtendo posteriormente visibilidade internacional. Era também membro ativo da Frente Negra Pelotense antes de se mudar para o Recife, por ocasião da sua participação no I Congresso  Afro-Brasileiro, aonde posteriormente ajudaria a fundar a Frente Negra Pernambucana e o Centro de Cultura Afro-Brasileira no ano de 1937.

## O Legado

### Jorge Penny
Jorge Leandro Penny nasceu em Porto Alegre no dia 25 de fevereiro de 1975.  Em 1998 completou sua graduação em Publicidade e Propaganda pela Universidade Federal do Rio Grande do Sul (UFRGS). Se dedicou à carreira de design gráfico e ilustração, indo morar na Espanha no ano de 2002 para estudar e, posteriormente, trabalhar. Em 2025, Jorge mora na pequena cidade de Cubelles com sua esposa e dois cachorros, enquanto trabalha como freelancer para o mercado editorial.
Jorge sempre teve curiosidade a respeito da origem de seu sobrenome – Penny – e mesmo estando distante do Brasil, teve a partir de uma conversa com sua mãe o gatilho que precisava para iniciar uma pesquisa mais profunda acerca de sua própria História. Assim, com o apoio de pesquisadores, sobretudo da UFRGS e da UFPEL, montou a árvore genealógica de sua família e resgatou a história do jornal A Alvorada, criada por seu Bisavô e seu irmão.

### Rua Doutor Durval Nunes Penny
Como parte do legado, uma rua no bairro Padre Reus em Pelotas foi batizada com o nome de Doutor Durval Nunes Penny.